# فابيو أوقستو ماتشادو
فابيو أوقستو ماتشادو (بالبرتغالية: Fábio Augusto Machado‏) هو لاعب كرة قدم برازيلي، ولد في 20 يوليو 1984 في فلوريانوبوليس في البرازيل. لعب مع أوفي كريت ونادي أفاي لكرة القدم ونادي ساو باولو ونادي فيغورينسي ونادي كورينثيانز ويونيكوس.